# Pleurothallis dracula
Pleurothallis dracula är en orkidéart som beskrevs av Seehawer. Pleurothallis dracula ingår i släktet Pleurothallis och familjen orkidéer. Inga underarter finns listade i Catalogue of Life.